# Azerbajdzjans nationalförsamling
Azerbajdzjans nationalförsamling (azeriska: Azərbaycan Respublikasının Milli Məclisi) kallas den lagstiftande församlingen i Azerbajdzjan.
Den nuvarande nationalförsamlingen har ett enkammarsystem. Den består av 125 parlamentsledamöterna som väljs in över 5-årsperioder, genom ensitsiga valkretsar. Nationalförsamlingen väljs i direkta och hemliga val. Arbetet i nationalförsamlingen leds av en talman. Nuvarande talman är Ogtaj Asadov som tillträdde 2 december 2005. Dess företrädare var högsta sovjet och azerbajdzjanska nationalrådet. Den har sitt säte i huvudstaden Baku.

## Talmän i Azerbajdzjanska nationalrådet
- Mammed Amin Rasulzade 27 maj 1918 - 7 december 1918
- Alimardan Topchubashov 7 december 1918 - 27 april 1920

## Ordföranden i högsta sovjet
- Mir Tejmur Jakubov 18 juli 1938 - 4 juli 1941
- Aziz Alijev 4 juli 1941 - 6 mars 1947
- Sultan Gafarzade 6 mars 1947 - 22 mars 1947
- Jusuf Jusufov 23 mars 1947 - 25 mars 1951
- Aghamirza Ahmadov 25 mars 1951 - 18 april 1953
- Mustafa Topchubashov 18 april 1953 - 25 mars 1955
- Abdulla Bajramov 25 mars 1955 - 23 januari 1958
- Mirza Ibrahimov 23 januari 1958 - 25 mars 1959
- Gazanfar Djafarli 25 mars 1959 - 25 november 1959
- Ali Taghizade 25 november 1959 - 29 mars 1963
- Mammad Dadashzade 29 mars 1963 - 4 maj 1967
- Mustafa Topchubashov 4 maj 1967 - 1 juli 1971
- Sülejman Rüstem 1 juli 1971 - 10 juni 1989
- Elmira Gafarova 22 juni 1989 - 18 maj 1990

## Talmän i nationalrådet
- Elmira Gafarova 18 maj 1990 - 5 februari 1991

## Talmän i nationalförsamlingen
- Elmira Gafarova 5 februari 1991 - 5 mars 1992
- Jagub Mammadov 5 mars 1992 - 18 maj 1992
- Isa Gambar 18 maj 1992 - 13 juni 1993
- Hejdar Alijev 24 juni 1993 - 5 november 1993
- Rasul Gulijev 5 november 1993 - 24 november 1995
- Rasul Gulijev 24 november 1995 - 11 september 1996
- Murtuz Alasgarov 18 oktober 1996 - 24 november 2000
- Murtuz Alasgarov 24 november 2000 - 2 december 2005
- Ogtaj Asadov 2 december 2005 - 29 november 2010
- Ogtaj Asadov 29 november 2010 - nuvarande

## Parlamentsvalet i Azerbajdzjan 2010
Summering av resultatet av det azeriska parlamentsvalet den 7 november 2010
| Parti                                                             | Röster    | %     | Mandat |
| ----------------------------------------------------------------- | --------- | ----- | ------ |
| Nya azerbajdzjanska partiet (Yeni Azərbaycan Partiyası)           | 1 104 528 | 45,8  | 72     |
| Medborgerliga solidaritetspartiet (Vətəndaş Həmrəyliyi Partiyası) | 37 994    | 1,6   | 3      |
| Moderlandspartiet (Ana Vətən Partiyası)                           | 32 935    | 1,4   | 2      |
| Musavat (Müsavat Partiyası)                                       | 42 551    | 1,8   | —      |
| Azerbajdzjanska folkfronten (Azərbaycan Xalq Cəbhəsi Partiyası)   | 31 068    | 1,3   | —      |
| Oberoende (politiker)                                             | 1 160 053 | 48,2  | 48     |
| Totalt                                                            | 2 409 129 | 100,0 | 125    |
| Antal röstberättigade & valdeltagande                             | 4 808 640 | 50,1  |        |
| Källa: http://electionguide.org/                                  |           |       |        |